# فرقة غزة (إسرائيل)
الفرقة 143 أو فرقة غزة هي فرقة عسكرية إقليمية تابعة للقيادة الإقليمية الجنوبية بالجيش الدفاع الإسرائيلي تعمل في نطاق قطاع غزة والمنطقة المحيطة به. قائد الفرقة هو العميد إليعازر توليدانو.
عُهد إلى فرقة غزة بسلامة وأمن المستوطنين اليهود في قطاع غزة بعد حرب 1967 في أوقات السلم والنزاع المسلح. أنهت الفرقة في أغسطس 2005، جنبًا إلى جنب مع بقية الجيش الإسرائيلي، وجوده في قطاع غزة كجزء من خطة إسرائيل لفك الارتباط الأحادي عندما تم تفكيك المستوطنات اليهودية. ومع ذلك دخلت فرقة غزة مرارًا وتكرارًا القطاع ردًا على الهجمات الصاروخية من الجماعات الفلسطينية المسلحة المتمركزة فيه.
في سبتمبر 2015، تم تغيير اسم الفرقة إلى الفرقة 143 «فاير فوكس» (الإقليمية).

## التنظيم
- الفرقة الـ143 (فرقة غزة)
  - لواء المشاة الاحتياطي الـ261
    - كتيبة «جفن» لتدريب المشاة
    - كتيبة الاستطلاع الـ6261 (احتياطية)
    - كتيبة المشاة الـ8208 (احتياطية)
    - كتيبة المشاة الـ8717 (احتياطية)
    - كتيبة الإمدادات
    - كتيبة الاتصلات

  - اللواء الإقليمي الـ6643 (جنوب غزة)
    - كتيبة الاستطلاع الصحراوية الـ585 (يستعين فيها الاحتلال بعرب من البدو والنصارى والدروز والشركس على حراسة حدوده)
    - كتيبة المشاة الـ630
    - كتيبة المشاة الـ7015
    - كتيبة المشاة الـ8149
    - كتيبة الإمدادات
    - كتيبة الاتصلالات

  - اللواء الإقليمي الـ7643 (شمال غزة)
    - كتيبة الإمدادات
    - سرية الاتصالات

  - كتيبة اتصالات الفرقة
  - لواء الاستخبارات الميدانية الـ414
  - سرية «القطط الفولاذية» للهندسة القتالية (شمال غزة)
  - سرية «الفرسان الفولاذيين» للهندسة القتالية (جنوب غزة)